# 加里格-圣厄拉利
加里格-圣厄拉利（法語：Garrigues-Sainte-Eulalie，法語發音：[gaʁig sɛ̃t‿ølali]）是法国加尔省的一个市镇，属于尼姆区。该市镇总面积10平方公里，2009年时的人口为736人。

## 人口
加里格-圣厄拉利人口变化图示